# Llazicë
Llazicë är en ort i Kosovo. Den ligger i den västra delen av landet, 40 km väster om huvudstaden Priština. Llazicë ligger 635 meter över havet och antalet invånare är 19 863.
Terrängen runt Llazicë är platt åt sydväst, men åt nordost är den kuperad. Terrängen runt Llazicë sluttar västerut. Runt Llazicë är det ganska tätbefolkat, med 222 invånare per kvadratkilometer. Närmaste större samhälle är Glogovac, 13,4 km nordost om Llazicë. Trakten runt Llazicë består till största delen av jordbruksmark.